# Inta
Inta (Russisch en Zurjeens: Инта, Inta) is een stad in het noordoosten van de Russische autonome republiek Komi in noordoostelijk Europa, in de Cis-Oeral. De stad ligt aan de Noordelijke spoorlijn op 50 kilometer ten zuiden van de noordpoolcirkel aan de westoever van de Bolsjaja Inta (stroomgebied van de Petsjora). De stad ligt op 608 kilometer ten noordoosten van Syktyvkar, 1999 kilometer ten noordoosten van Moskou en 268 kilometer ten zuidwesten van Vorkoeta. De naam komt van de gelijknamige rivier, waarvan het hydroniem afkomstig is van het Nenetsische i'(d)ta (и'(д)та), wat zoiets betekent als "plaats met meer dan genoeg water" of "met water verzadigde plaats". Onder het stadsbestuur van Inta vallen ook de nederzettingen met stedelijk karakter Verchnjaja Inta (2100 inwoners in 2006) en Kozjym (30 inwoners in 2006). Bij de stad ligt de gelijknamige luchthaven Inta.

## Geschiedenis
Inta werd gesticht in 1940 als een door Goelaggevangenen gebouwde nederzetting die de basis vormde van een grote expeditie voor het vinden van geschikte plaatsen voor steenkoolmijnen, al werden de eerste gevangenen er al in 1931 heen gestuurd om te beginnen met het delven van steenkool. In 1941 begon de Tweede Wereldoorlog en werden steenkoolmijnen geopend langs de rivier de Bolsjaja Inta voor de oorlogsindustrie en de bevoorrading van het belegerde Leningrad (vanaf 1943). In hetzelfde jaar werd een spoorwegstation gebouwd voor het vervoer van de steenkool. In 1942 werd hiervoor Intastroj gesticht, dat moest toezien op de delving van de steenkool door gevangenen. Van 1941 tot 1957 waren rond Inta twee Goelagkampen gevestigd; Inta ITL van november 1941 tot oktober 1948 en Mineral-ITL van februari 1948 tot maart 1957. In 1954 kreeg Inta de status van stad. In die tijd was Inta echter nog nauwelijks een stad te noemen, daar er nauwelijks goede wegen waren en publieke voorzieningen grotendeels ontbraken. Toen in 1958 ineens het grootste deel van de gevangenen werd vrijgelaten, deed zich een probleem voor: waar moesten al deze mensen wonen? Een aantal van hen trok naar Vorkoeta in het noordoosten om er te werken in de mijnen en de betonfabrieken, en een ander deel trok naar het zuiden van Komi om te werken in de bosbouw. Hier was echter ook een gebrek aan woonruimte, wat ervoor zorgde dat een deel terugkwam en de voormalige gavangenenbarakken ombouwde tot woonruimte, om toch maar ergens te kunnen wonen.
In 1963 werd een nieuw stadsdeel gebouwd; het eerste deel van de stad dat niet door gevangenen, maar door vrije burgers was gebouwd en waar in plaats van de standaard 2 tot 3 verdiepingen hoge gebouwen, nieuwe gebouwen verrezen van 5 tot 9 verdiepingen hoog.
Na het uiteenvallen van de Sovjet-Unie verloor de stad een derde van haar bevolking.

## Economie
Rond de plaats ontstond het steenkoolbedrijf Intaoegol met de mijnen "oost", "west", "Inta" en "kapitaal". Andere economische activiteiten in de stad zijn een reparatiebedrijf voor machines, steenfabrieken en een bosbouwbedrijf.
| 1959   | 1970   | 1979   | 1989   | 2002   |
| ------ | ------ | ------ | ------ | ------ |
| 45.200 | 50.200 | 50.800 | 60.200 | 41.200 |

Van de bevolking bestaat ongeveer 60% uit Russen, 13% uit Oekraïners en 9% uit Komi.

## Geografie en natuur
Inta ligt in de bostoendraovergangszone en omvat een gebied groter dan België, waarvan de Noordelijke spoorlijn de hoofdader vormt. Naast Verchnjaja Inta en Kozjym behoren ook de nederzettingen Abez (selo), Adzvavom (selo), Kosjoevom (selo), Netsjalom (posjolok) en Petroen (selo) tot het gebied van het bestuur van de stad. Petroen is hiervan de oudste plaats. Veel van deze plaatsen zijn alleen per rivier of helikopter bereikbaar.
De rurale bevolking houdt zich vooral bezig met rendierhouderij, veeteelt, visserij en de jacht.
Inta ligt in een gebied met veel rivieren en meren. De begroeiing in het zuidelijk deel van het gebied bestaat vooral uit spar, berk, lariks en den, die worden vergezeld van struiken als wilgen, gewone vogelkers, dwergberk en toendrastruiken in het noorden. Ook groeien er veel planten uit het Rode Boek van Unesco, zoals pioen (Paeonia) en gouden wortel (Rhodiola rosea), die ook voor hun geneeskrachtige werking worden gebruikt. In het gebied komen verder herten, elanden, wolven, beren, pelsdieren en vele vogelsoorten voor.
In de regio van Inta ligt ook het noordelijke deel van de natuurgebieden met resten van een oerbos, die samen de "Maagdelijke Komiwouden" vormen, een UNESCO-werelderfgoedmonument.

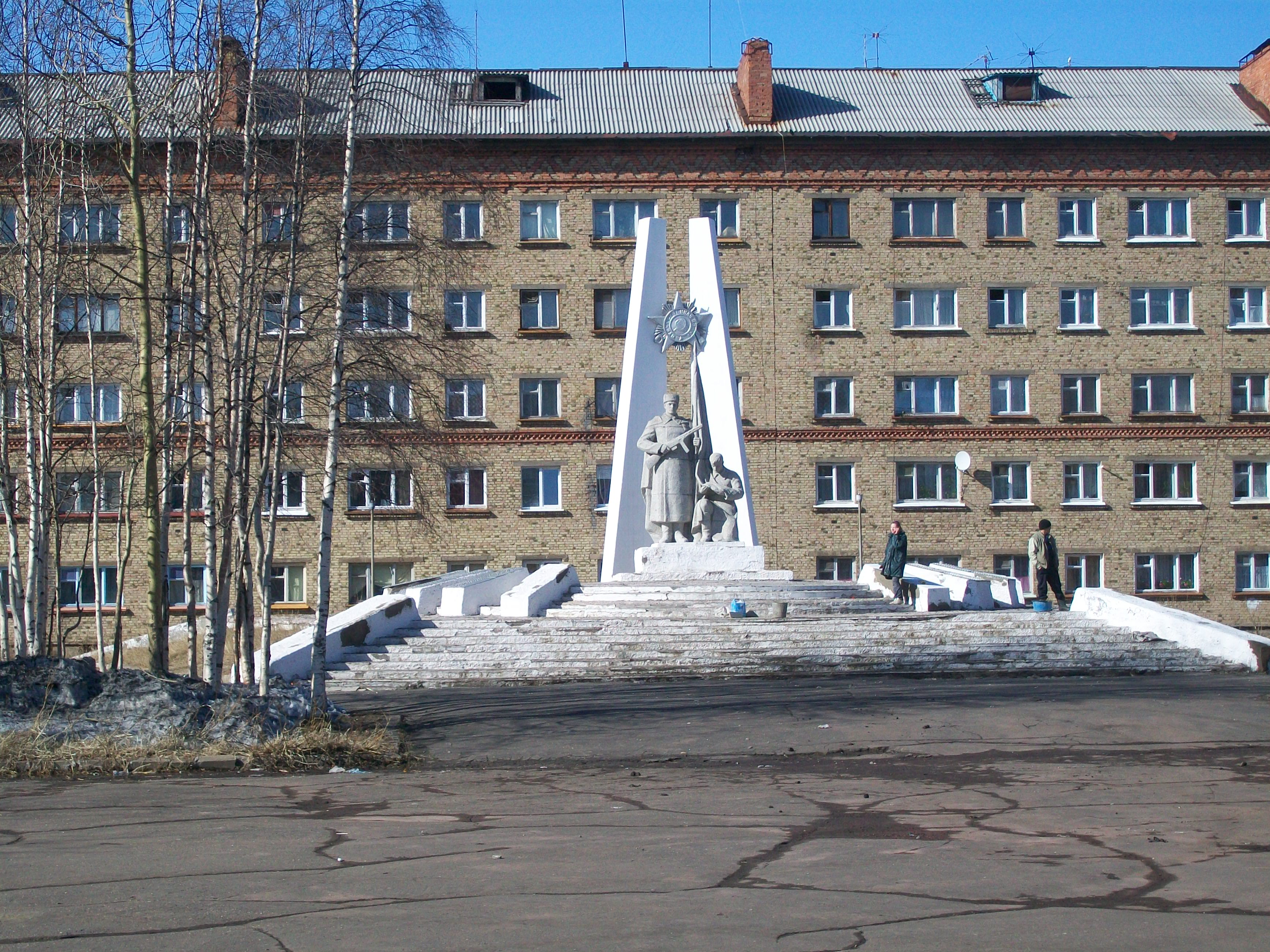
Een oud plein
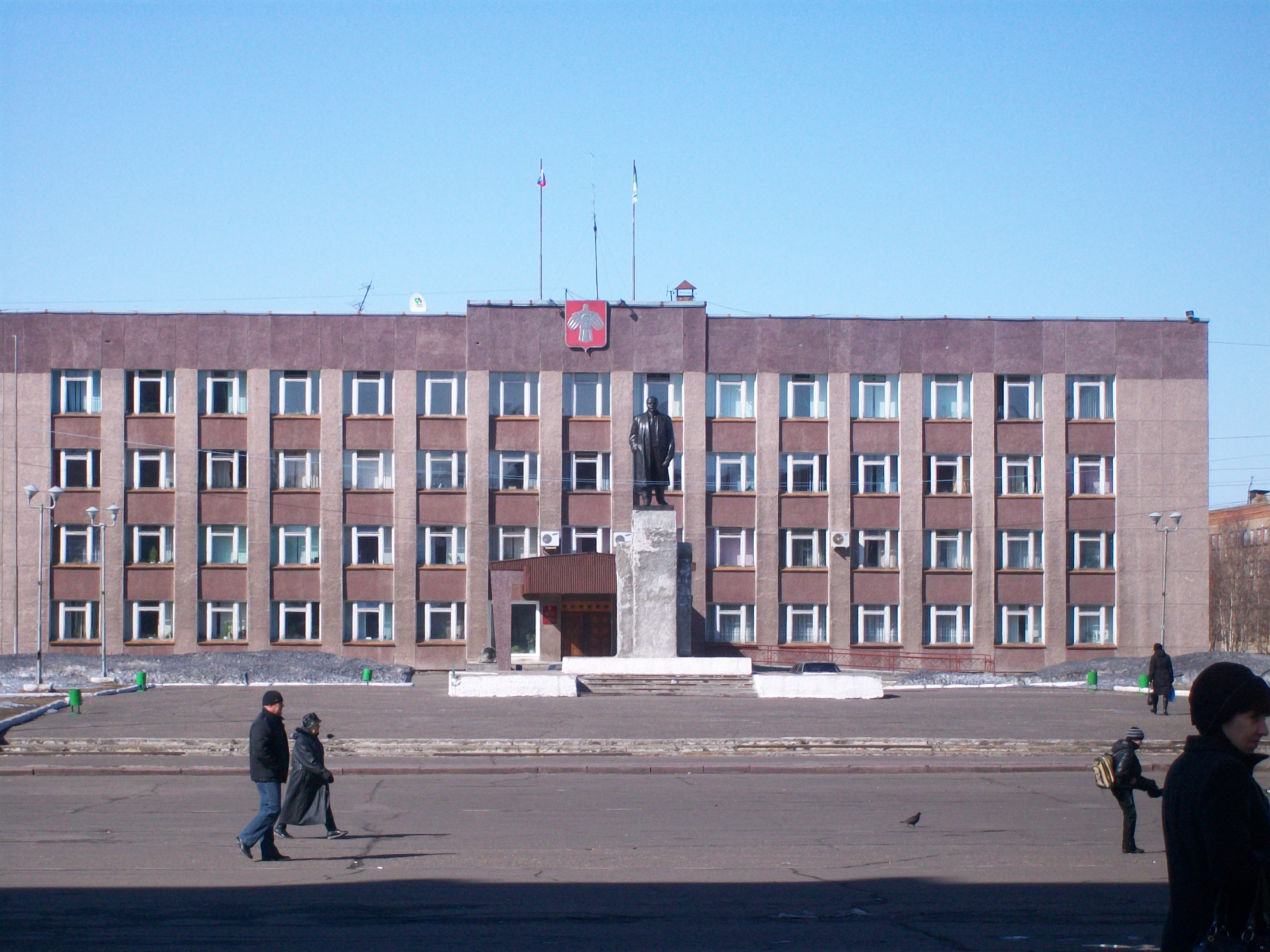
Het gemeentehuis
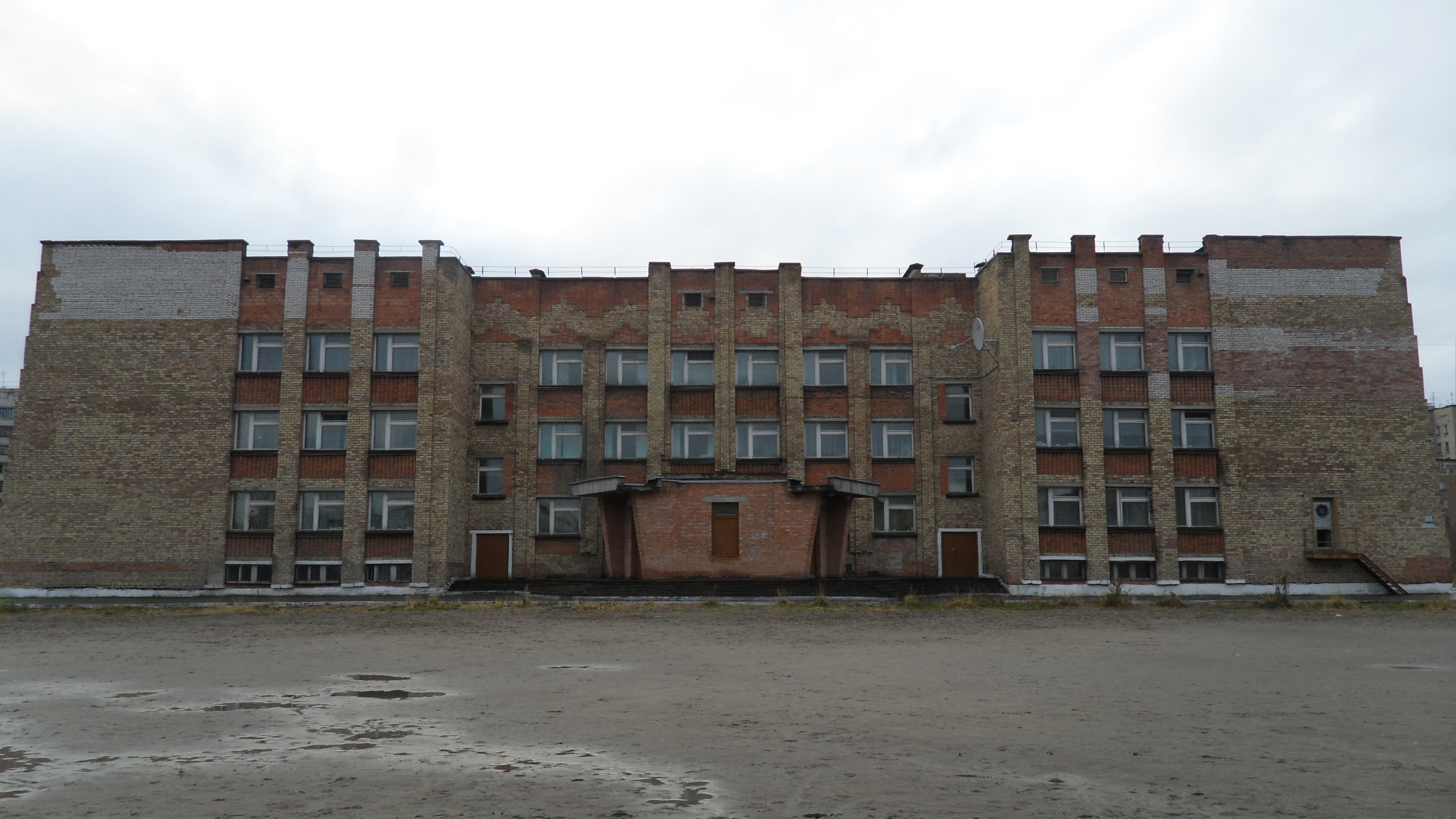
Het Lyceum in Inta
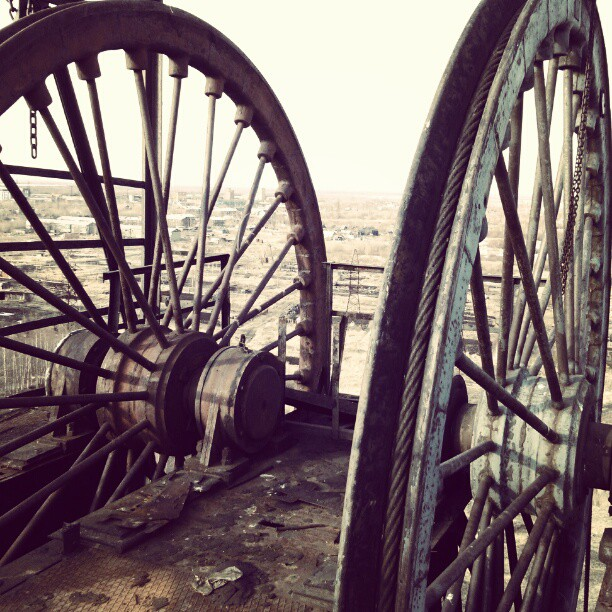
Steenkoolmijn 'Gloebokaja'
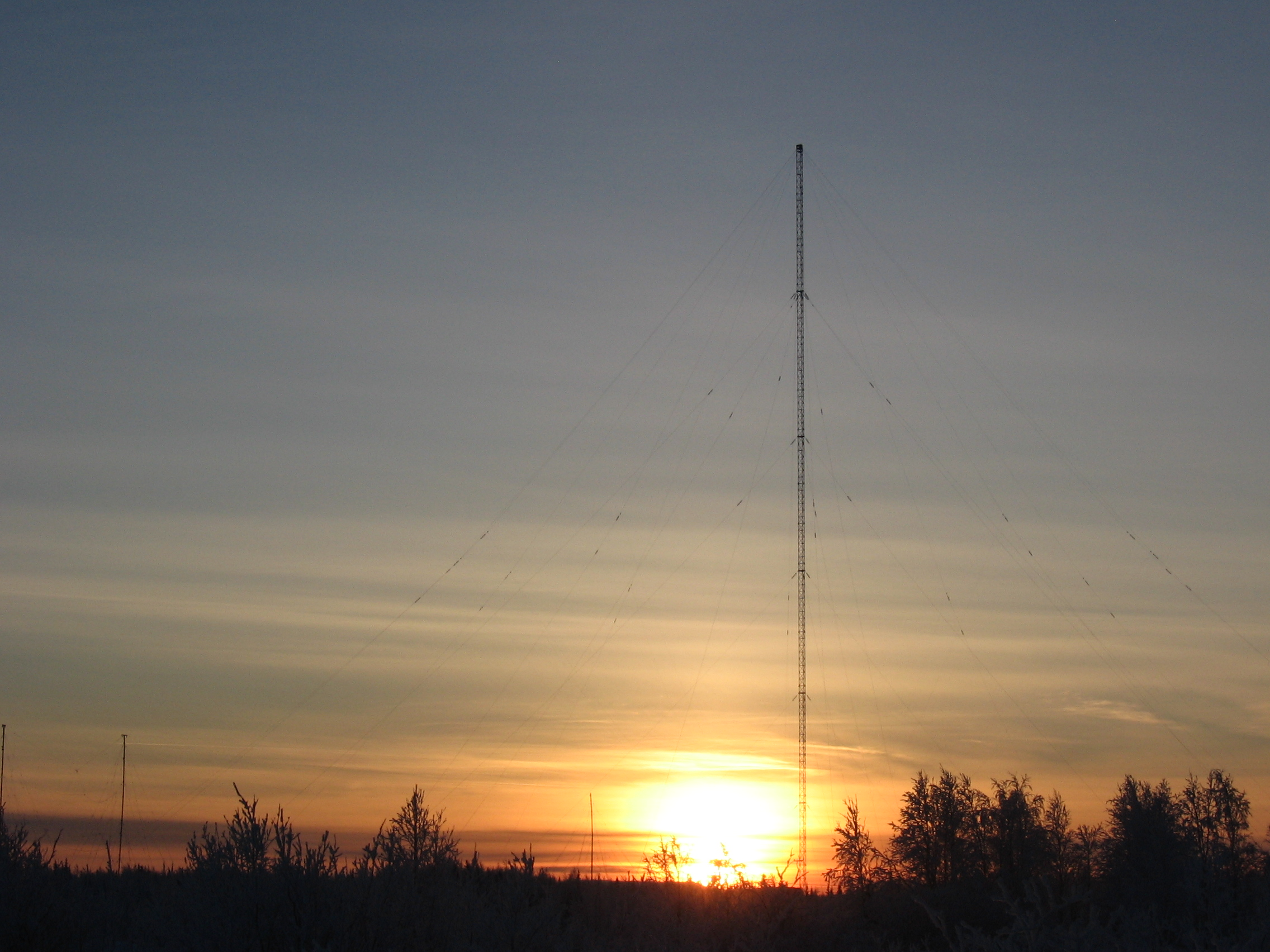
Radiotoren
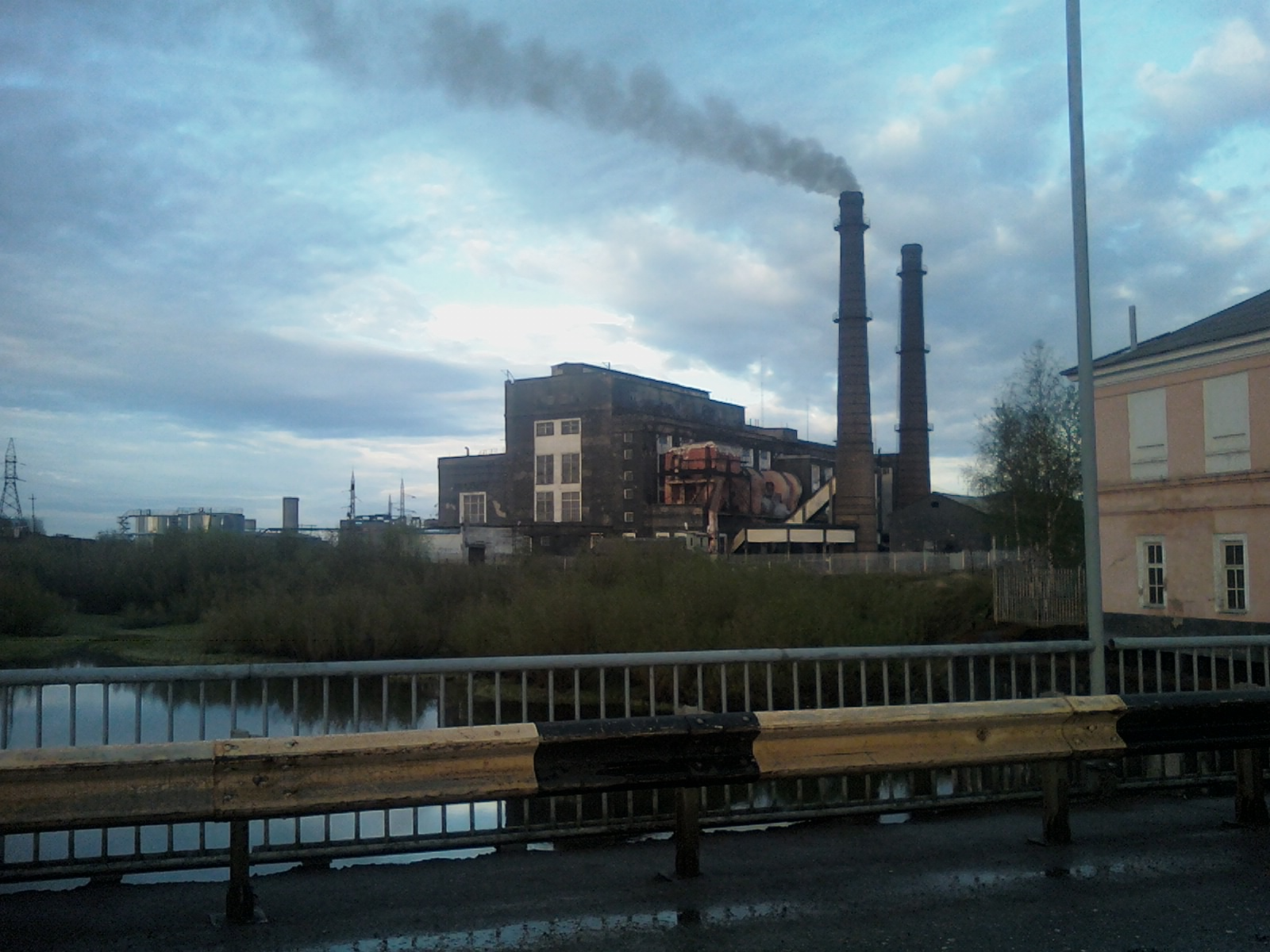
Warmte-krachtcentrale
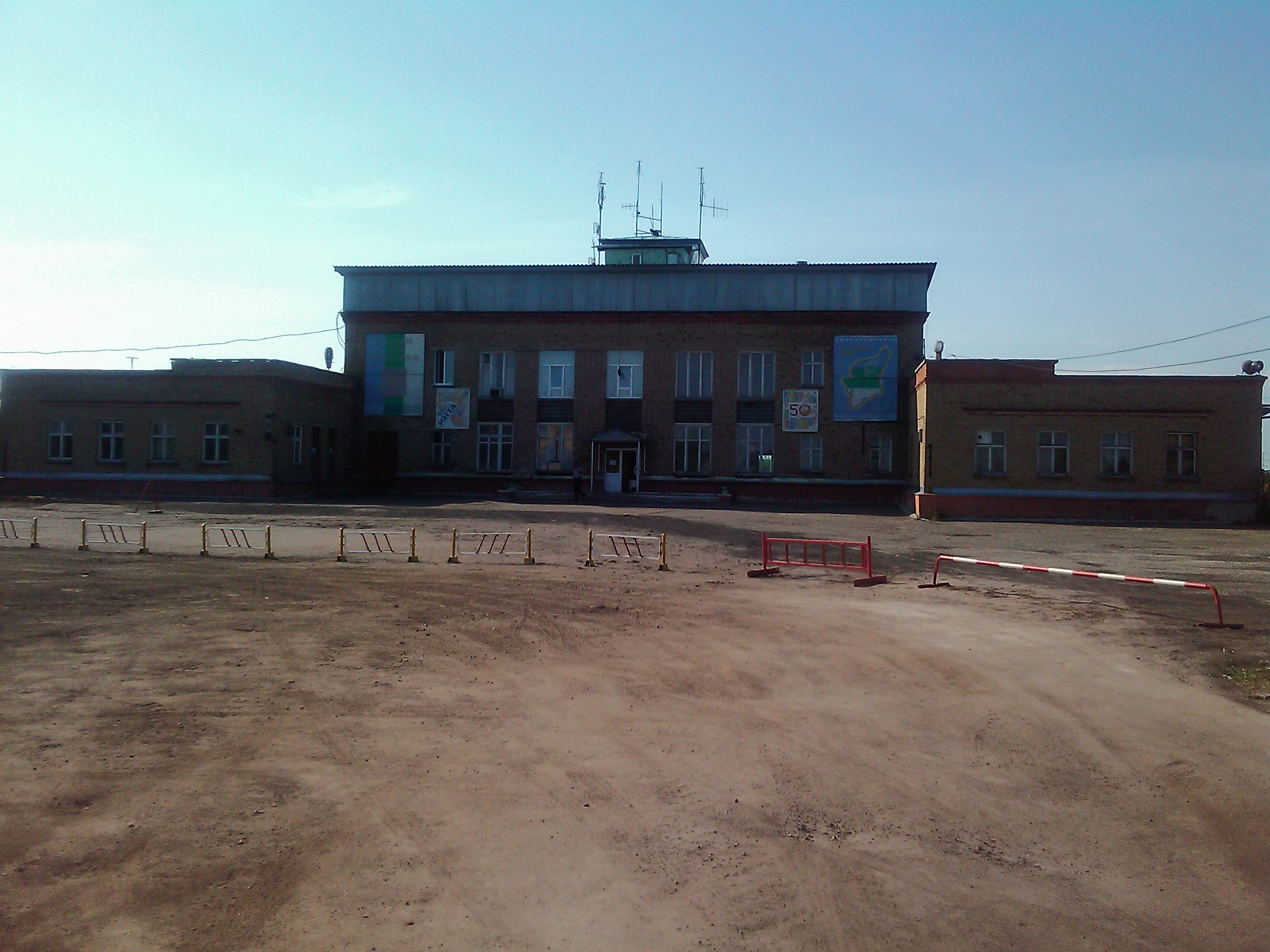
Luchthaven in Inta
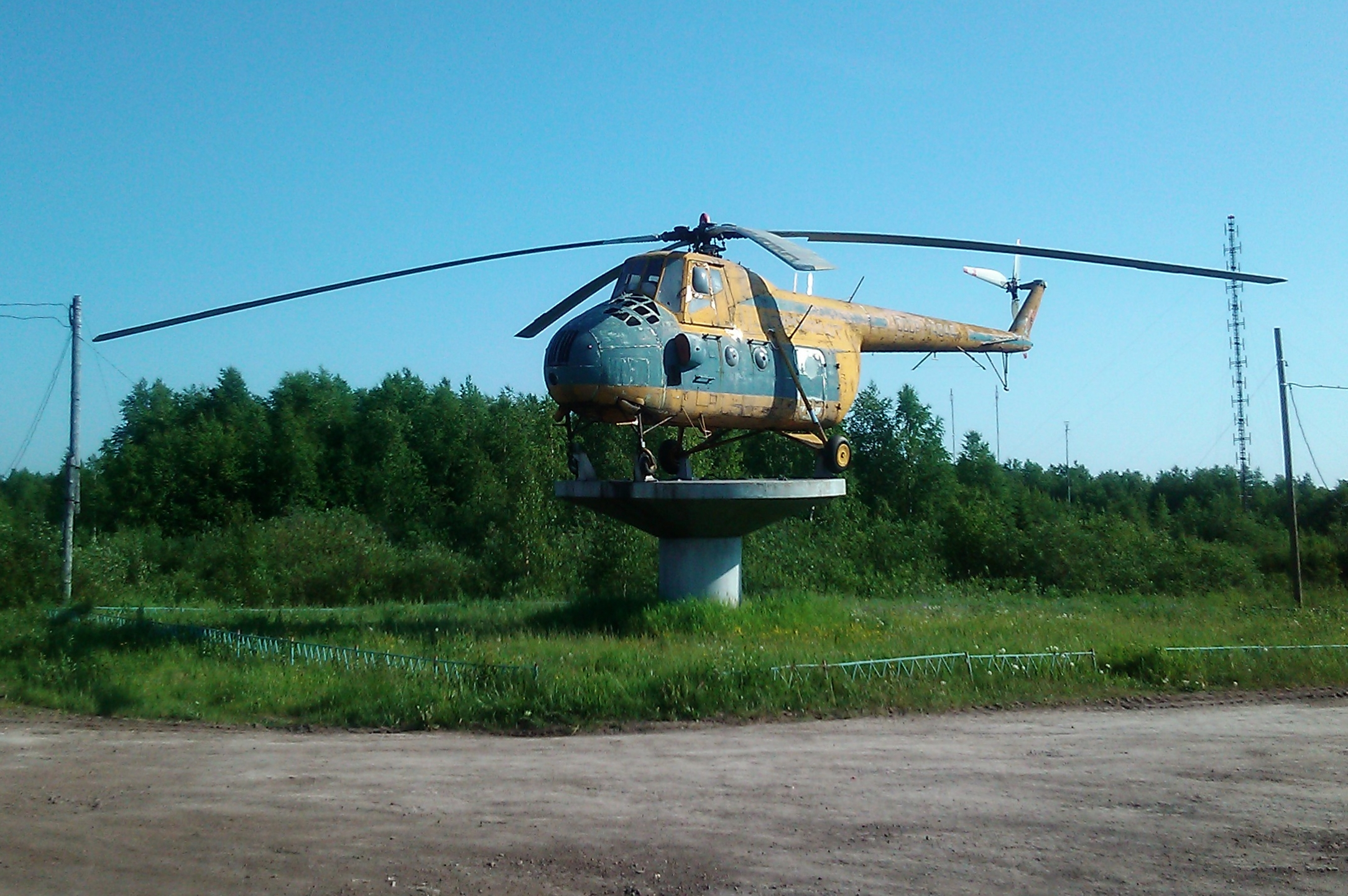
De Mi-4 toestel op de luchthaven Inta

## Geboren
- Andrej Lopatov (1957-2022), basketballer